# Valerio Bertini
Valerio Bertini (Firenze, 25 gennaio 1921 – Firenze, 26 febbraio 2011) è stato uno scrittore italiano.

## Biografia
Figlio di Bruna Manetti e di Alberto, ferroviere e convinto socialista, all'età di tre anni condivise con la sorella Valeria e i genitori l'esilio a Lione, in Francia. Qui studiò e lavorò fino a 18 anni.
Tornato in Italia, nel 1940 fu richiamato e inviato come soldato semplice nei Balcani; rimpatriato, nel 1943 partecipò alla guerra di liberazione.
Dal 1948 lavorò come disegnatore tecnico alle Officine Galileo di Firenze. Nel 1958 iniziò l'attività di libraio come direttore della Libreria Feltrinelli di Pisa.
La sua grande passione è stata la scrittura. Ha pubblicato tre romanzi, Il bardotto, col quale vinse il premio Pozzale, L'elogio del meccanico e Un anno breve, pubblicati con Feltrinelli. L'incontro con Feltrinelli segnò una svolta nella sua vita: fu Bertini a concepire e aprire le librerie Feltrinelli in Italia. Diresse la libreria di Pisa e poi quella di Firenze in via Cavour, che divenne punto di raccordo della vita intellettuale. Bertini era una figura positiva, il suo amore per la vita contagioso, la vis polemica stimolo al confronto delle idee, mai desiderio di sopraffazione.

## Opere
- Il Bardotto, Feltrinelli 1957 Premio Pozzale Luigi Russo Archiviato il 27 febbraio 2019 in Internet Archive.;
- L'elogio del meccanico, Feltrinelli, 1964;
- Valerio Bertini, Un anno breve su Google Books. Un anno breve], Milano, Feltrinelli, 1996, ISBN 88-07-01512-9.